# 株洲电视塔

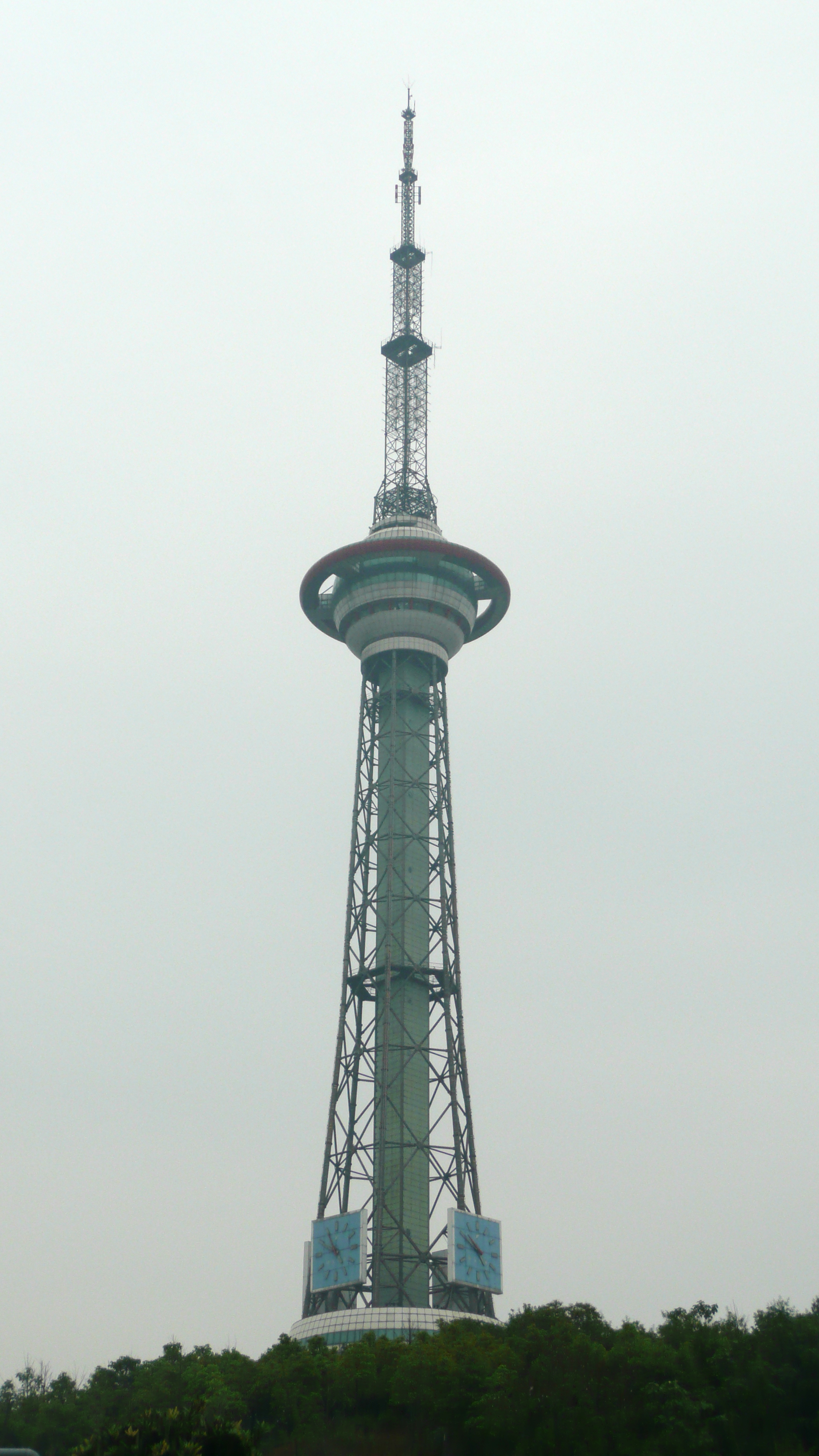
株洲电视塔

株洲电视塔又名神农塔，是位于中国湖南省株洲市天元区泰山路街道的一座钢结构的多功能综合电波塔。总高293公尺，自落成以後便成為株洲市天際線的組成部分之一，是株洲市的地標性建築，也是一座观光塔。电视塔上播放五个电视频道及两个广播频道。

## 历史

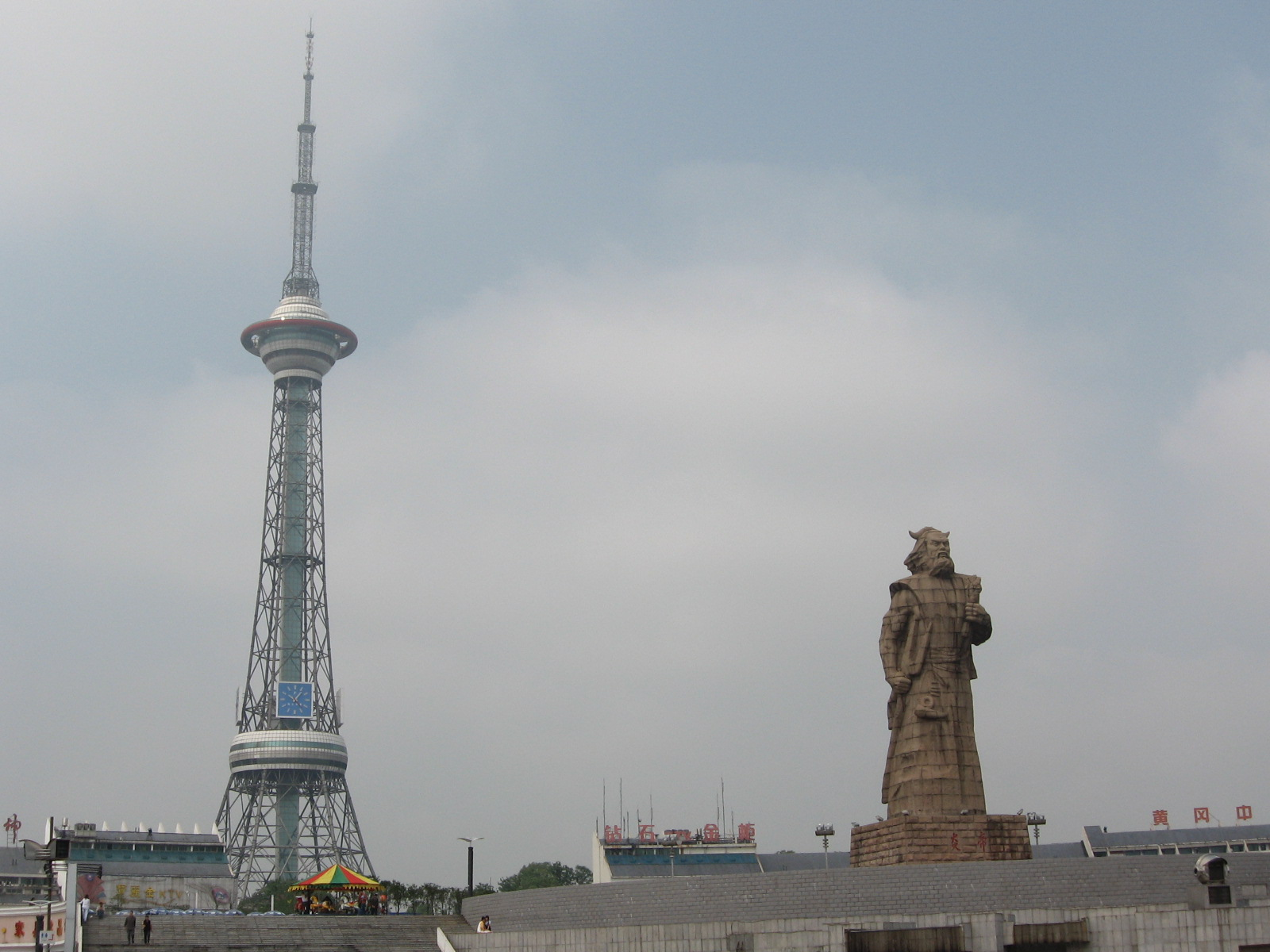
株洲电视塔与炎帝广场

株洲电视塔于1996年开工修建，1999年竣工投入使用，投资修建共花费资金1300万美元。此后，株洲市政府将该电视塔附近重新开发为旅游景点并更名为神农城炎帝文化主题公园，并对神农塔进行了翻新、防锈处理。作为主题公园项目的一部分，株洲电视塔也经常被称作神农塔。

## 参看
- 世界独立钢结构塔列表（英语：List of tallest freestanding steel structures）

27°49′17″N 113°06′49″E / 27.82139°N 113.11361°E